# 日式可樂餅

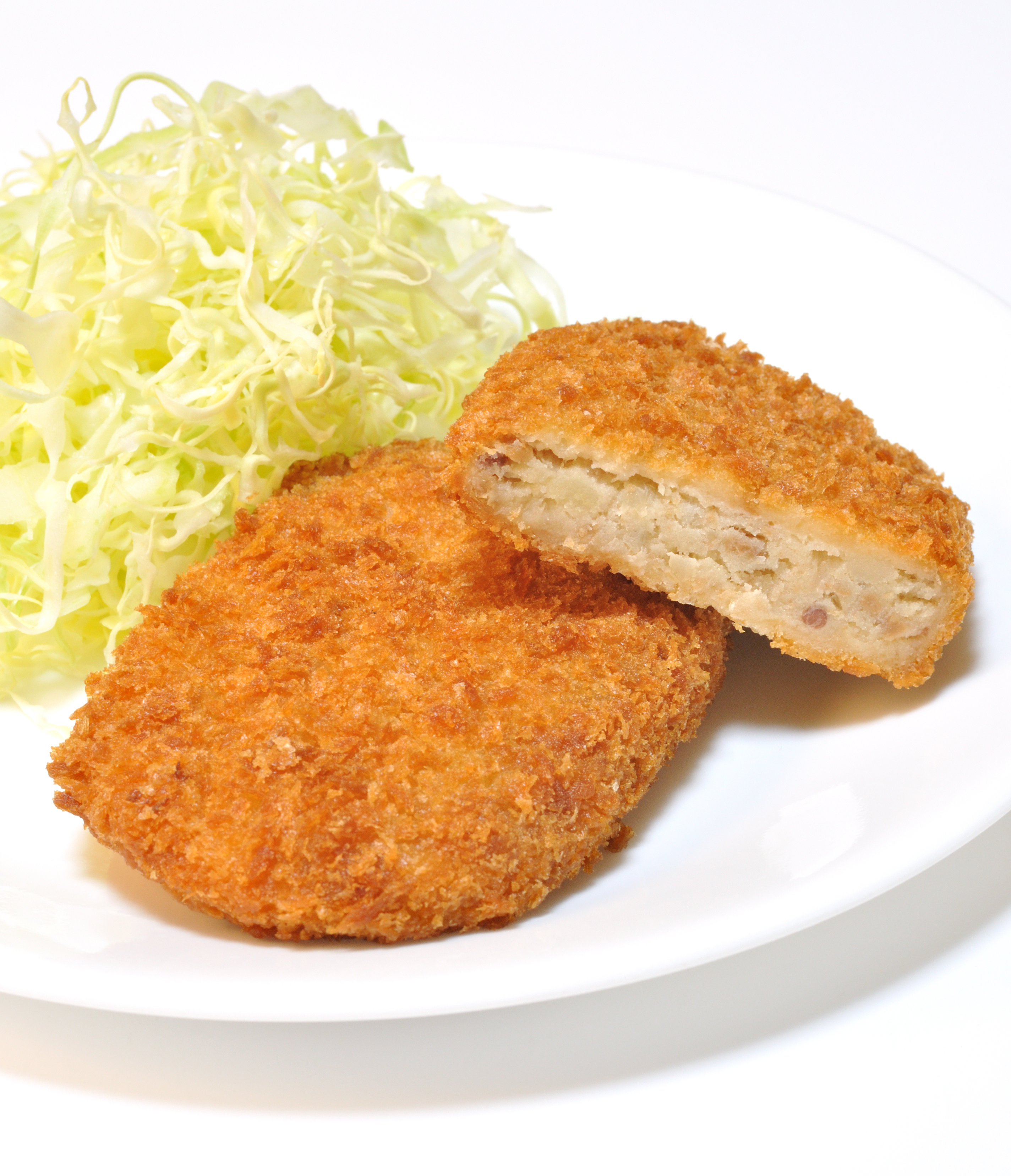
馬鈴薯餡可樂餅

日式可樂餅（コロッケ）是日本的一種洋食，將絞肉、蔬菜等與煮熟的馬鈴薯泥或者白醬混合揉成一團，裹上麵皮，然後用食用油炸製而成。仿製自西餐中的可樂餅。一般日式可樂餅是指用馬鈴薯泥做的，日本還有用白醬做的叫做白醬可樂餅（暫譯，日文：クリームコロッケ）。逆輸出至日本國外的日式可樂餅，就以日語發音稱作「Korokke」，中文語境中通常直接稱呼為可樂餅。另外還有用鱼肉代替馬鈴薯泥的，稱為魚カツ。

## 概述

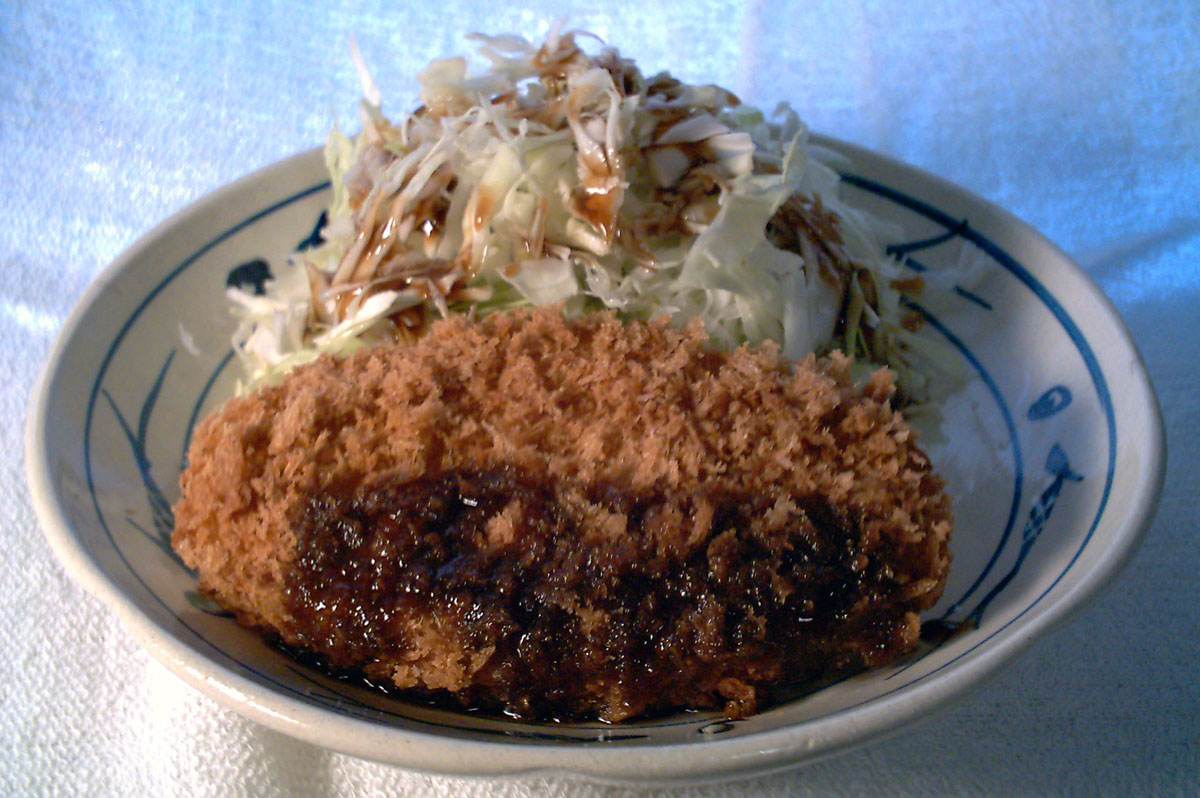
可樂餅和高麗菜絲淋上醬汁

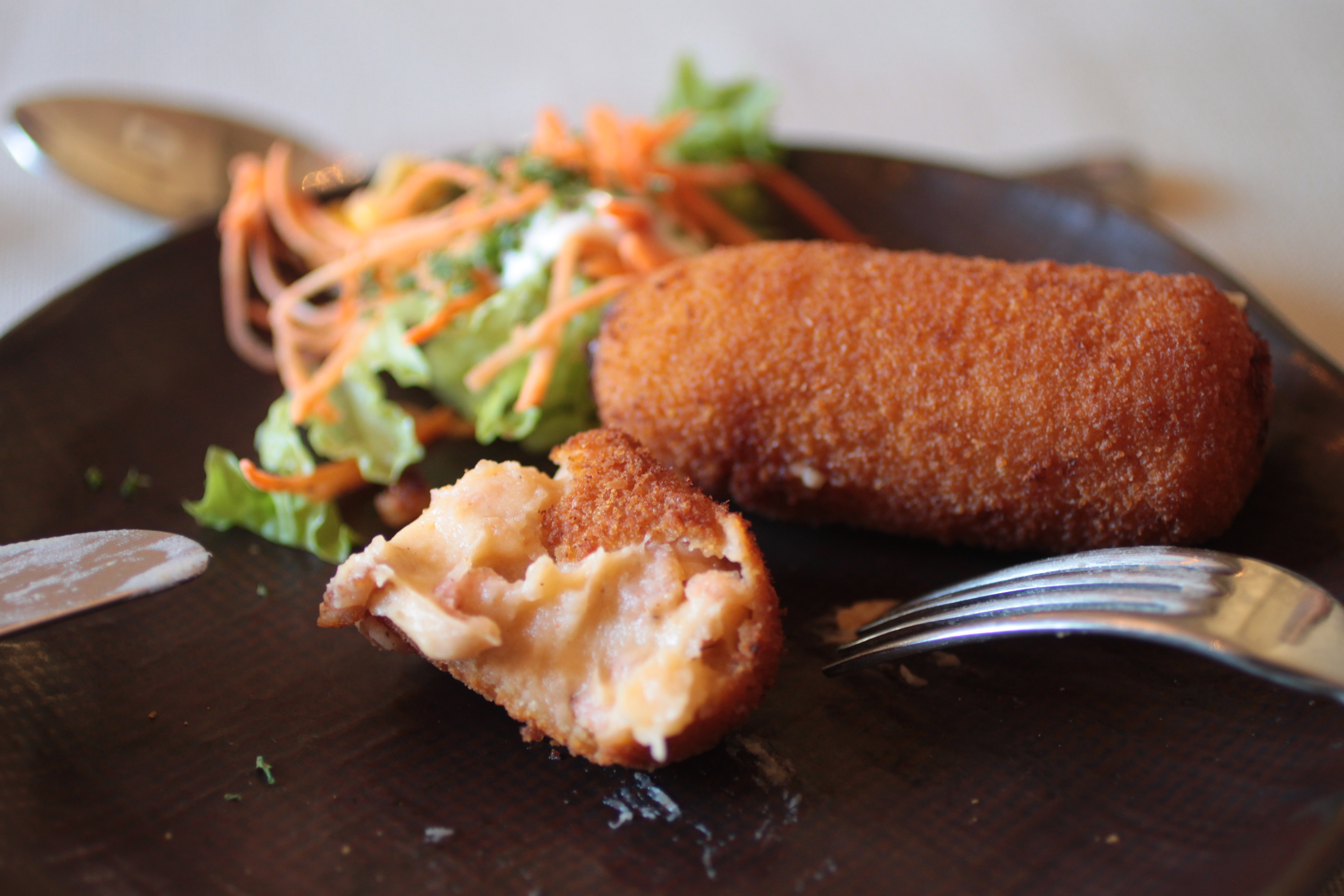
鮮蝦可樂餅(白醬內餡)

日式可樂餅可大致分為以馬鈴薯泥為基底的平民常見的馬鈴薯可樂餅（potato croquette）、洋食餐廳中使用白醬的白醬可樂餅 。馬鈴薯可樂餅是用絞肉和炒過的切丁洋蔥；白醬可樂餅是用螃蟹等海鮮，混合成型後，由麵粉、蛋液、麵包粉的順序，依次裹上麵糊後，炸製而成 。
日式可樂餅與炸豬排、咖喱飯並稱為大正時代的三大洋食         。約略在大正末期到昭和初期，洋食大眾化，普及至城市地區的日本人。
如今，除了在家烹製外，肉舖等處也做成小菜出售，成為一道非常受歡迎的料理。除了在蕎麥麵和烏龍麵的立食店 以及咖喱飯餐廳中作為配菜之外，還能夾進三明治中，廣受歡迎。也有些可樂餅在油炸前的內餡就加入咖喱風味 。
日式可樂餅通常搭配伍斯特醬、番茄醬和醬油等調味料食用。
日式可樂餅與其他洋食一樣是日本獨特的料理，國外已視為一種日本料理。特别是日式油炸食品的麵糊，使用了與西式麵包粉不同的日式麵包粉（PANKO），其口感與西式油炸食品不同。

## 歷史
可樂餅是一道遍及歐洲的經典配菜，其起源很難確定。雖然没有準確的記載或理論，但據信它是在明治維新時期，作為法國料理或英國料理之一傳入日本的。
法式可樂餅是將白醬與魚肉、雞肉混合，沾上麵包粉而成，因此與現今的日本白醬可樂餅是相同的。但是作為法國菜料理之時，並不用油炸，而是用烤箱料理。
1895年（明治28年），女性雜誌《女鑑》中，將法式可樂餅與使用了馬鈴薯的日式可樂餅進行了比较，並寫道兩者已經是不同的料理  。
1905年（明治38年），東京銀座的洋食餐廳「煉瓦亭」菜單上頭次出現白醬可樂餅。根據四代老闆所言，當時也只能算是員工餐，並不常出餐給客人。
1917年（大正6年），洋食中炸豬排是13錢，牛排是15錢，與此相比，日式可樂餅是25錢的高價料理。
同年，日式可樂餅也出現在東京「長樂軒」菜單上。此處的廚師阿部清六在1927年（昭和2年），開設肉舖「チョウシ屋」將日式可樂餅商品化，鞏固日式可樂餅在肉舖小菜不可動搖的地位。
由於易於烹調且價格低廉，自昭和後期以來，它已成為日本各地的地方美食，並且成為方便帶著走的小吃。